# Der Totschläger (Zola)

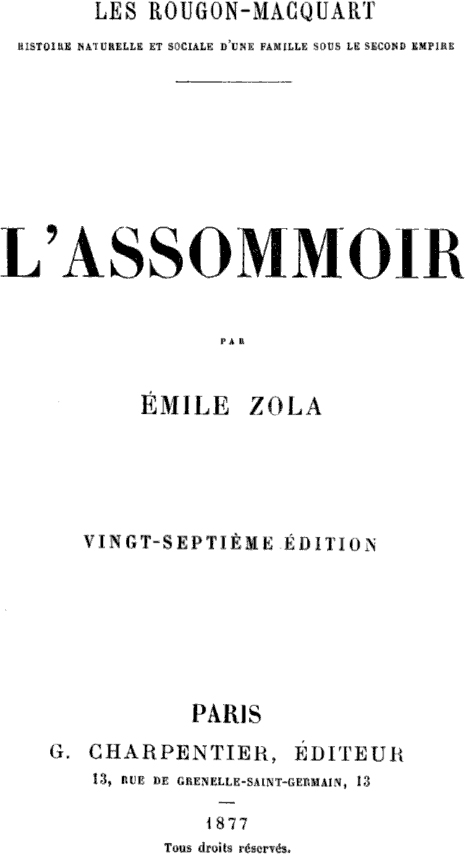
Titelseite von 1877

Der Totschläger (frz. L’Assommoir, der Name einer der im Roman häufig frequentierten Kneipen) ist der siebte Band der zwanzigbändigen Romanreihe Rougon-Macquart von Émile Zola. Er erschien im Jahre 1877. Die im Deutschen Taschenbuch Verlag 1974–1986 erschienene Ausgabe von Kindlers Literatur Lexikon führt den Roman unter dem Titel Die Schnapsbude.

## Handlung
Protagonistin des Romans ist die junge Wäscherin Gervaise Macquart, die zu Beginn der Handlung von ihrem Liebhaber Auguste Lantier verlassen wird. Er nimmt ihr ganzes Geld mit und hinterlässt als einziges Andenken die beiden gemeinsamen Söhne Claude und Etienne.
Gervaise, eine tugendhafte und fleißige, aber nunmehr bettelarme Wäscherin, heiratet daraufhin den ehrbaren, aber recht lebenslustigen Zinkarbeiter Coupeau. Zunächst scheint sich daraufhin alles zum Guten zu wenden: Hart arbeitend verdienen die beiden Geld, mit dem Gervaise eine eigene Wäscherei erwerben möchte, und bekommen eine Tochter, die „Nana“ genannt wird.
Dann jedoch erleidet Coupeau einen Arbeitsunfall, der ihn für mehrere Monate ans Bett fesselt. Ein Teil des gesparten Geldes wird für seine Pflege aufgebraucht. Als seine Verletzung ausgeheilt ist, hat er sich bereits so sehr ans Nichtstun gewöhnt, dass er nicht zur Arbeit zurückfindet. Gervaise borgt sich Geld und mietet einen Laden, in dem sie eine Wäscherei einrichtet. Sie muss nun allein das Geld verdienen – keine leichte Aufgabe, zumal Coupeau bald auch noch zu trinken beginnt und sie selbst wegen ihres geschäftlichen Erfolges aus Neid von der „erheirateten“ Familie Lorilleux offen angefeindet wird. Doch einige Jahre lang schafft sie es tatsächlich, gleichzeitig Hausfrau, Mutter und Geldverdienerin zu sein. Etienne wird zu dem befreundeten Nagelschmied Goujet in die Lehre gegeben und verlässt als Geselle Paris.
Coupeaus Charakter ändert sich jedoch immer rapider zum Schlechten; vom Trinker avanciert er zum Säufer und geht eine Freundschaft mit Gervaises ehemaligem Liebhaber Lantier ein, der sich, da völlig pleite, alsbald bei den Coupeaus einnistet. Währenddessen entwickelt sich die vernachlässigte Tochter, die nun als Blumenmacherin arbeitet, immer mehr zu einer frechen Göre und dann zur Dirne. Doch auch Gervaise ist nicht ohne Widersprüche. Auf dem Zenit der Handlung, kurz bevor der Niedergang einsetzt, wird das wenige Geld von ihr für ausgiebige Feinschmeckereien ausgegeben. Die gutherzige Frau lässt sich auch das Begräbnis der Schwiegermutter einiges kosten. Gervaise selbst ist irgendwann von ihrem mühevollen Leben, dessen Früchte Abend für Abend von ihrem Mann vertrunken werden, erschöpft und beginnt, sich gehen zu lassen. Sie verrichtet ihre Arbeit immer schlampiger und verliert Kunden, bis sie schließlich, zur Freude der Lorilleux’, den Laden aufgeben und sich wieder als Lohnarbeiterin verdingen muss. Lantier arrangiert, als er seine Nestwärme sich verflüchtigen spürt, den Verkauf des Geschäftes an eine Dame seiner Bekanntschaft, die seine nächste Station als Parasit wird.
Auch Gervaise beginnt zu trinken, und ihr Leben gerät, da sie ihre Ehrbarkeit verliert und immer mehr zum Lotterweib absinkt, allmählich aus den Fugen. Nana verlässt das Elternhaus und lässt sich von Männern aushalten; Coupeau, durch den Alkohol innerlich völlig zerfressen, ist längst nicht mehr zurechnungsfähig und stirbt, schwer geistesgestört, in einer Irrenanstalt an einem Delirium tremens. Gervaise selbst sinkt zuletzt auf den Status einer Straßendirne herab, und einige Zeit nach Coupeaus Tod verhungert sie in einem kalten Winter unter einem Treppenabsatz der Mietskaserne, in der sie früher ihren eigenen Laden hatte.

## Rezeption

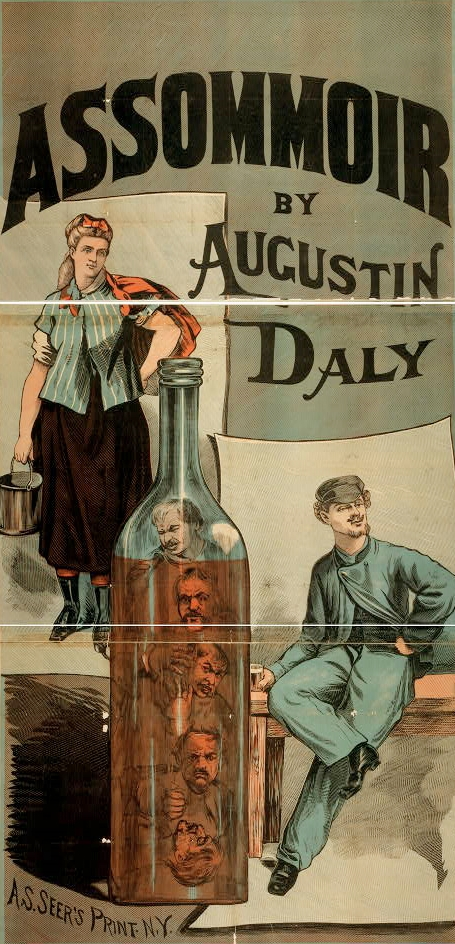
Poster einer US-amerikanischen Theaterproduktion von Der Totschläger von Augustin Daly aus dem Jahre 1879

### Kritik
Zu Lebzeiten Zolas war der Roman lange Zeit das Ziel heftiger Kritik. Obwohl das Bürgertum über die „negative“ Darstellung der Unterschicht entzückt war, wurde dem Autor von ihrer Seite vorgeworfen, das Genre des Romans in den Schmutz zu ziehen und Fakten durch Dramatisierung der Zustände aufzublähen. Zola antwortete darauf, er behandle lediglich die tatsächlichen Zustände auf realistische Art und Weise, um damit die Bourgeoisie auf das Elend der ärmeren Bevölkerungsschichten aufmerksam zu machen. Aber auch diese Armen, die Arbeiterklasse nämlich, kritisierte das Werk: Durch den sehr deutlich skizzierten Verhaltenswandel der Gervaise Coupeau entwürdige es den Arbeiter zum tierischen, ordinären Wesen. Von dieser Reaktion wesentlich herber getroffen, rechtfertigte sich Zola wiederum damit, die Lebensumstände faktentreu wiederzugeben, um dem reichen Bürgertum die Augen zu öffnen und es aus seiner gleichgültigen Lethargie gegenüber der Armut zu reißen.
Die Idee des Romans fand in Germinal, in dem der Sohn Etienne Lantier der Protagonist ist, ihre Fortsetzung. Ebenso eine Fortsetzung ist der Roman Nana, der die Geschichte der Tochter forterzählt. 

### Verfilmungen
Der Roman wurde mehrfach verfilmt, u. a. 1908 von Albert Capellani. Die wohl bekannteste filmische Adaption ist Gervaise (1956) von René Clément.